# Dörflingen
Dörflingen ist eine politische Gemeinde des Kantons Schaffhausen in der Schweiz. Die Gemeinde grenzt an zwei gegenüberliegenden Seiten an deutsches Gebiet. Sie bildet einen Riegel von etwa 700–2000 Metern Breite, welcher Büsingen am Hochrhein vom übrigen deutschen Staatsgebiet trennt und es zur Exklave macht. Der Ortskern von Dörflingen ist im Inventar der schützenswerten Ortsbilder der Schweiz (ISOS) aufgeführt und steht somit als Ensemble unter Denkmalschutz.

## Geographie
Dörflingen ist ein altes Bauerndorf, in dem früher insbesondere Ackerbau und Weinbau vorherrschten. 1875 nahmen Rebflächen 25 ha der Gemeindefläche ein. In den letzten Jahrzehnten entwickelte sich der Ort immer mehr zur Wohngemeinde mit zahlreichen Auspendlern. 2005 gab es noch 24 aktive landwirtschaftliche Betriebe vor Ort.

## Geschichte
Der Ort wurde bereits 1264 als Dorfelingen urkundlich genannt, als er an die Habsburger fiel. 1535 wurde im Rahmen des Dörflinger Bildersturms die Reformation eingeführt. 1651 wurde die Gemeinde zur eigenständigen Pfarrei erhoben. Die heute noch stehende Kirche wurde 1689 errichtet.
Zusammen mit dem Städtchen Stein am Rhein und den Gemeinden Ramsen und Hemishofen wurde Dörflingen gegen den Willen der Bevölkerung 1798 in der Helvetischen Republik dem Kanton Schaffhausen zugeteilt. Bis dahin gehörten sie zu Zürich. Dörflingen wurde gegen Ellikon am Rhein getauscht.
Der Dörflinger Pfarrer Karl Neck erregte 1948 landesweites Aufsehen durch die Publikation eines «flammenden Plädoyers für Hitlerdeutschland», in der er Deutschland von der Schuld am Ausbruch des Zweiten Weltkriegs reinsprechen wollte. Dennoch entschied die Dörflinger Kirchgemeinde mit 65 zu 20 Stimmen, Neck als Pfarrer im Amt zu belassen.
2006 erfolgte eine Kirchenrenovation. Dabei wurde die Metzler-Orgel von 1941 abgebaut, ein neues Instrument der Stanser Firma Erni Orgelbau wurde 2007 eingeweiht.

Historisches Luftbild von Werner Friedli von 1953

## Wappen
Blasonierung
In blau weisse, aufrechte Pflugschar, überhöht von frei schwebendem gleichschenkligem, weissem Kreuz.
Der älteste Beleg für das Dörflinger Wappen findet sich auf einem Scheibenriss im Ashmolean Museum in Oxford und stammt aus der zweiten Hälfte des 16. Jahrhunderts. Es zeigt bereits eine Pflugschare, über der ein gleichschenkliges Kreuz schwebt. Die Kenntnis über dieses Wappen ging im Laufe der Zeit verloren. Umso erstaunlicher ist es, dass das Wappen sich Anfang des 19. Jahrhunderts wieder auf dem Siegel der Gemeinde befindet. Der einzige Unterschied besteht darin, dass der untere Balken des Kreuzes verlängert wurde und nun auf der Pflugschare steckte.
Die Pflugschare als Symbol weist auf die Ackerschaft hin. Das weisse Kreuz ist ein Beispiel für den in der alten Eidgenossenschaft verbreiteten Brauch, ein weisses Kreuz als Erkennungsmal auf der Panzerung oder Kleidung zu tragen. Als Tinktur wurde 1951 diejenige von Zürich (blei-weiss) gewählt.

## Bevölkerung
| Bevölkerungsentwicklung | Bevölkerungsentwicklung |
| Jahr                    | Einwohner               |
| ----------------------- | ----------------------- |
| 1689                    | 396                     |
| 1850                    | 560                     |
| 1860                    | 554                     |
| 1880                    | 513                     |
| 1900                    | 426                     |
| 1910                    | 427                     |
| 1930                    | 418                     |
| 1950                    | 458                     |
| 1970                    | 469                     |
| 1980                    | 492                     |
| 1990                    | 582                     |
| 2006                    | 797                     |
| 2010                    | 857                     |
| 2011                    | 893                     |
| 2012                    | 907                     |
| 2013                    | 933                     |

## Schule
Die Primarschule Dörflingen (1.–6. Klasse) besteht aus zwei kleinen Schulhäusern und einer Turnhalle, auch der Kindergarten gehört zu dem Schulareal. Ab der 5. Klasse kommen auch Schüler der deutschen Nachbargemeinde und Exklave Büsingen in die Dörflinger Schule, da sie nach der 4. Klasse entscheiden können, ob sie weiterhin eine deutsche Schule besuchen oder in das Schweizer Schulsystem wechseln wollen.

## Feuerwehr
Die Feuerwehr Dörflingen ist eine Pflichtfeuerwehr. Das heisst, dass pro Generation pro Haushalt eine Person feuerwehrpflichtig ist. Die Feuerwehr stellt auch mehrere Kurse und Übungen zur Verfügung. Ungefähr jedes Quartal gibt es eine öffentliche Übung, an der die Bürger zuschauen können.

## Vereine
In der Gemeinde Dörflingen gibt es mehrere Vereine. Die Schützengesellschaft, der Turnverein, die Männer- und Frauenriege und der Landfrauenverein sind ein wichtiger Bestandteil des Gemeindelebens. Des Weiteren gibt es den Sportclub, die Jagd- und Schützengesellschaft und den Verein mitenand (Setzt sich für die Altersvorsorge und das Wohlergehen der Bürger ein).